# Университет на Източен Лондон
Университетът на Източен Лондон (УИЛ, на английски: University of East London, UEL) е британски университет, разположен в Ист Енд, Лондон, Великобритания. Днес в университета се обучават около 28 000 студенти, разпределени в 2 кампуса, намиращи се в районите Стратфорд и Доклендс.

## История
Институцията е формирана през 1970 г. като обединение на няколко висши колежа, включително Техническия институт на Уест Хам в Стратфорд и Техническия колеж на Югоизточен Есекс в Баркинг. Първоначално университетът носи името Североизточно-лондонска политехника, но променя името си на Политехника на Източен Лондон през 1989 г. През 1992 г. политехниката получава статут на университет и се преименува на „Университет на Източен Лондон“.
Макар и „нов университет“ (наименование на новосъздадени университети във Великобритания от 1960 до 1992 г.), богатата и дълга история на създаването на УЕЛ са ярък пример за радикалните промени, разтърсили устоите на британското висше образование в периода от края на XIX век до края на XX век.

## Галерия
- Централна университетска библиотека
- Арка на УИЛ
- Общежития на УИЛ
- Общежития на УИЛ